# شرط‌بندی (فیلم ۲۰۱۷)
شرط‌بندی (به انگلیسی: Becks) فیلمی محصول سال ۲۰۱۷ و به کارگردانی دنیل پاول و الیزابت روهربا است. در این فیلم بازیگرانی همچون لینا هول، مینا سوواری، کریستین لاتی، دن فوگلر، مایکل زیگن و هیلی کییوکو ایفای نقش کرده‌اند.